# Piotr Lechtchenko
Pour les articles homonymes, voir Lechtchenko.
Piotr Konstantinovitch Lechtchenko (en russe : Пётр Константи́нович Ле́щенко), né le 14 juin 1898 dans le gouvernement de Kherson et mort le 16 juillet 1954 à Târgu Ocna, est un chansonnier russe. Il a notamment popularisé les tango Cœur, une version de la chanson De si belles filles de Vassili Lebedev-Koumatch et Czornyie glaza (Les Yeux noirs) d'Oscar Strok,. En 1925-1926, avec sa femme Zinaida Zakit, il se produit en France avec les numéros de danse, qui constituent un mélange de ballet, de folklore et de tango européen. En 1933, il décide de s'installer définitivement à Bucarest. Le 26 mars 1951, il est arrêté par la Securitate après la représentation dans la ville de Brașov. Il meurt en prison de Târgu Ocna.
Du temps de l'URSS, ses enregistrements sont interdits,.

## Dans la culture
En 2013, Vladimir Kott réalise un film basé sur la biographie romancée de' l'artiste Piotr Lechtchenko où son rôle est joué par Constantin Khabenski.